# 中央アジアの草原にて

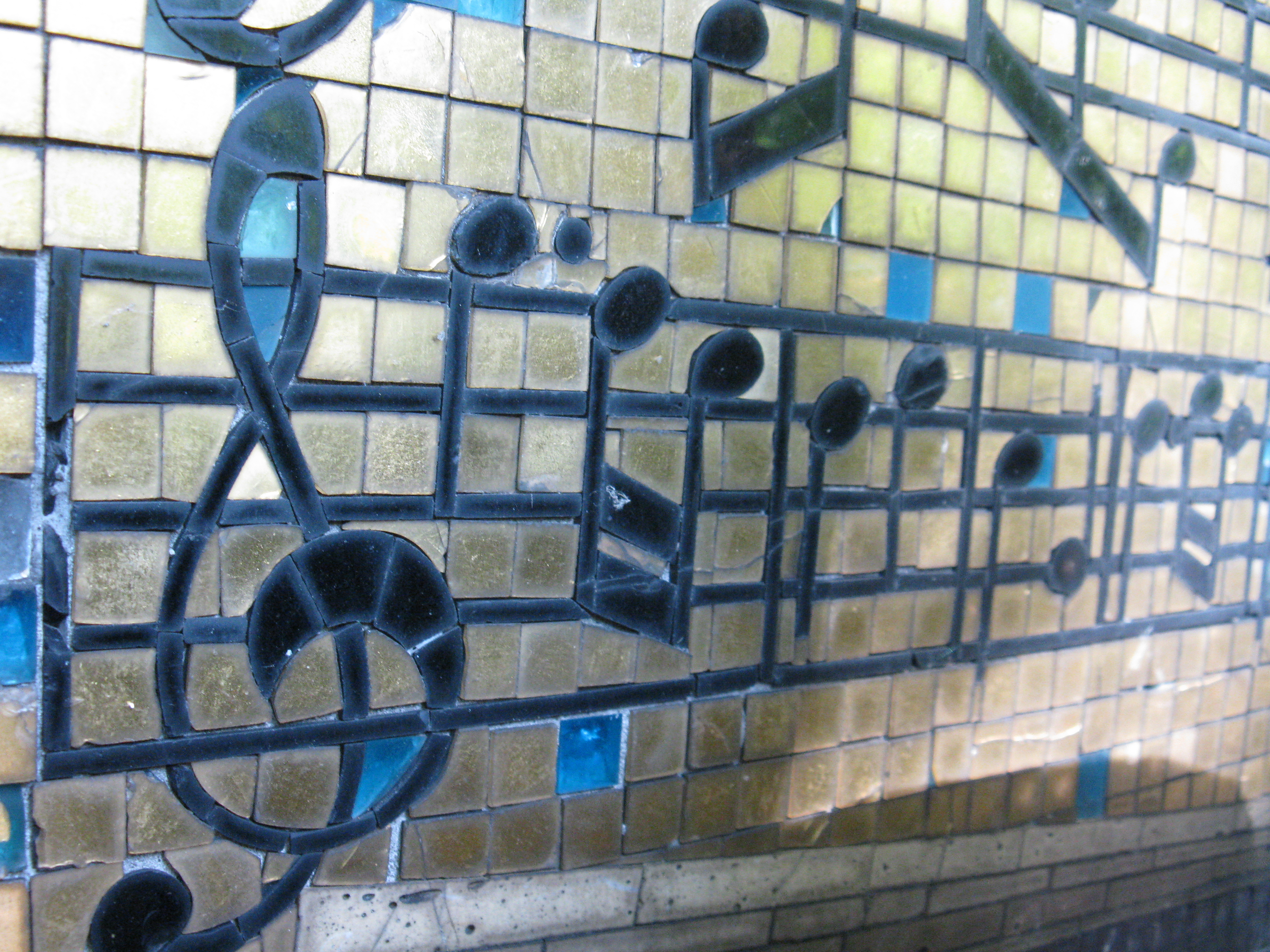
ボロディンの墓に刻まれた冒頭部の旋律

『中央アジアの草原にて』（ちゅうおうあじあのそうげんにて、ロシア語: В средней Азии、直訳：中央アジアにて）は、ロシア帝国の作曲家アレクサンドル・ボロディンが作曲した交響詩。

## 解説
1880年、ロシア皇帝アレクサンドル2世は即位25周年を迎え、これを記念してロシア各地で多くの祝賀行事が催された。そのうちのひとつに皇帝をめぐる事件を採り入れた活人画の上演があり、その伴奏音楽としてボロディンが依頼されて作曲に至ったのがこの『中央アジアの草原にて』である。
初演は1880年4月8日(ロシア暦/新暦では4月20日)、サンクトペテルブルクにてリムスキー＝コルサコフ指揮による。
後にフランツ・リストの依頼を受けたボロディン自身が４手用ピアノ曲に編曲し、フランツ・リストに献呈している。

## 構成

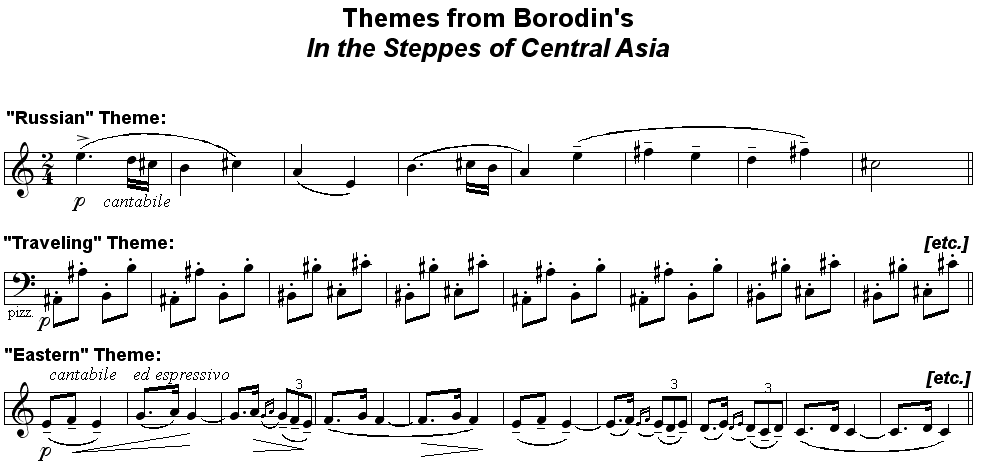
『中央アジアの草原にて』主題

荒涼としたコーカサスの草原で、ロシア人と東洋人の交流の様子が描かれている。まず、ロシアを表す主題が呈示され、次に東洋風の主題がこれに答える。この二つの主題が対話しながら発展し、クライマックスでは二つの旋律が同時に重ねられる。ロシアと東方の歌がハーモニーを奏で、そしてやがて辺りは静まる。

## 編成
- 木管楽器
  - フルート 2
  - オーボエ 1
  - イングリッシュホルン 1
  - クラリネット 2
  - ファゴット 2
- 金管楽器
  - ホルン 4
  - トランペット 2
  - トロンボーン 3
- 打楽器
  - ティンパニ
- 弦五部
  - 第1ヴァイオリン
  - 第2ヴァイオリン
  - ヴィオラ
  - チェロ
  - コントラバス